# Rocca di Montalino
La rocca di Montalino è una fortificazione situata nel comune italiano di Stradella, in provincia di Pavia. L'edificio è posto in posizione strategica sull'altura che sovrasta il paese, si trova nell'Oltrepò Pavese, sul colle dominante lo sbocco nella pianura Padana della val Versa. La sua storia è strettamente legata a quella di Stradella.

## Storia
Le prime notizie di una rocca sulla collina a sud di Stradella risalgono al XIV secolo, in origine aveva maggior importanza il borgo sorto intorno alla rocca rispetto all'abitato di Stradella, posto più in basso e quindi minormente difendibile.
Nel 943 la rocca con il suo contado fu concessa da Lotario II d'Italia in feudo al vescovo di Pavia.
Nel 1029 era possesso del diacono Gerardo della stirpe dei Gandolfingi, che lo cedette a Ugo degli Obertenghi, il quale nel 1038 lo cedette al vescovo di Pavia, che lo mantenne fino alla caduta del feudalesimo.
Nel 1308 per ordine del vescovo Guido Langosco la rocca fu dotata di fossato mentre il borgo di Stradella venne fortificato con la costruzione di mura e di una torre.
La rocca ebbe importanza militare fino al XVIII secolo quando fu riadattata a struttura residenziale tra il 1740 e il 1773.

## Struttura
La rocca presenta una struttura massiccia con pianta poligonale costituita da vari corpi di fabbrica che racchiudono un cortile interno di forma quadrilatera irregolare. Sulle pareti si aprono finestre di svariate tipologie. Al piano superiore un loggiato cinquecentesco è stato trasformato in veranda.